# Minimum Landscheidta

Zmiany aktywności Słońca zapisane w produkcji węgla C-14. Dane od 1950 roku nie są pokazane.

Liczba plam słonecznych – zmiany aktywności Słońca

Minimum Landscheidta – prognozowany okres małej aktywności słonecznej, przewidziany w 1989 r. przez Theodora Landscheidta, prognozowany od około 2000 do 2060 roku, z maksimum około roku 2030. Wyznaczony został na podstawie prognozowanych kulminacji wartości różnych cykli dotyczących aktywności słonecznej. Podobnie jak w przypadku minimum Daltona mogą wystąpić w tym czasie niższe średnie temperatury na Ziemi, co znajduje echo w coraz liczniejszych publikacjach o charakterze popularnym. Początkowo prognozy dotyczące 24. cyklu słonecznego wskazywały, że będzie on charakteryzował się wysoką aktywnością, jednak wraz z upływem czasu prognozy zaczęto rewidować, obserwując malejącą aktywność słoneczną. Obniżenie temperatury może mieć wpływ na zasięg lodowców górskich (czas reakcji lodowców średniej wielkości to 17-40 lat). Mniejszej aktywności słonecznej przypisuje się związek z okresami chłodniejszymi na Ziemi. 
| Nazwa                           | Początek | Koniec |
| ------------------------------- | -------- | ------ |
| Minimum Oorta                   | 1040     | 1080   |
| Maksimum średniowieczne         | 1100     | 1250   |
| Minimum Wolfa                   | 1280     | 1350   |
| Minimum Spörera                 | 1450     | 1550   |
| Minimum Maundera                | 1645     | 1715   |
| Minimum Daltona                 | 1790     | 1820   |
| Maksimum współczesne            | 1900     | 1980   |
| Minimum Landscheidta            | 2000     | 2060   |
| "Następne Minimum Landscheidta" | 2170     | 2230   |